# Hypsicomus capensis
Hypsicomus capensis är en ringmaskart som beskrevs av Francis Day 1961. Hypsicomus capensis ingår i släktet Hypsicomus och familjen Sabellidae. Inga underarter finns listade i Catalogue of Life.